# Municipio de West (condado de Effingham)
El municipio de West (en inglés: West Township) es un municipio ubicado en el condado de Effingham en el estado estadounidense de Illinois. En el año 2010 tenía una población de 467 habitantes y una densidad poblacional de 4,88 personas por km².

## Geografía
El municipio de West se encuentra ubicado en las coordenadas 38°57′00″N 88°45′24″O / 38.95000, -88.75667. Según la Oficina del Censo de los Estados Unidos, el municipio tiene una superficie total de 95.69 km², de la cual 95,6 km² corresponden a tierra firme y (0,1 %) 0,09 km² es agua.

## Demografía
Según el censo de 2010, había 467 personas residiendo en el municipio de West. La densidad de población era de 4,88 hab./km². De los 467 habitantes, el municipio de West estaba compuesto por el 98,29 % blancos, el 0,43 % eran afroamericanos, el 0,21 % eran asiáticos y el 1,07 % eran de una mezcla de razas. Del total de la población el 0,86 % eran hispanos o latinos de cualquier raza.